# Lucio Sextio Laterano
Lucio Sextio Laterano (fl. IV secolo a.C.) è stato un politico romano  del IV secolo a.C.

## Tribunato della Plebe
Assieme a Gaio Licinio Calvo Stolone, fu uno dei due primi tribuni della plebe dell'antica Roma che aprirono ai Plebei la via del consolato, prima di allora riservato ai Patrizi. Lucio Sextio e il collega Gaio Licinio avrebbero posto il veto per 5 anni consecutivi all'elezione dei tribuni consolari (dal 375 a.C. al 371 a.C.), in risposta al veto posto dai colleghi tribuni, veto propiziato dai Patrizi alle loro proposte, volte a migliorare la situazione dei Plebei.
(Tito Livio, Ab Urbe condita libri, VI, 35)
(Tito Livio, Ab Urbe condita, VI, 35)
Con il collega Gaio Licinio Stolone propose e portò ad approvazione le Leges Liciniae Sextiae, nel 367 a.C., che riformarono la figura politica dei consoli, assegnando ai plebei uno dei due seggi, limitarono l'estensione di terra pubblica che ogni cittadino era autorizzato a possedere e regolamentarono in senso favorevole ai più poveri l'esazione dei debiti.

## Consolato
Nel 366 a.C. fu eletto console con il collega Lucio Emilio Mamercino; Sextio fu il primo plebeo eletto a questa magistratura, grazie alle Leges Liciniae Sextiae approvate l'anno precedente.
Il consolato, tranquillo dal punto di vista militare, nonostante il timore di un ritorno dei Galli sconfitti l'anno prima, fu contrassegnato dalle lotte politiche tra plebei e patrizi, per le elezioni dei pretori e degli edili.

## Critica storica
Questo primato viene negato da alcuni storici i quali ritengono che almeno un terzo dei precedenti consoli provenissero dalle file della plebe. Quale che fosse stata la reale composizione del consolato, le leggi Liciniae Sextie stabilirono che almeno un console poteva essere eletto fra i plebei. Fu infatti la Lex Genucia (342 a.C.) a stabilire che uno dei consoli doveva essere plebeo.
Se ci affidiamo agli storici del periodo si può notare che, più che la legge in quanto tale, L. Sextio e G. Licinio mostrarono una eccezionale abilità nel rompere le tradizioni delle normali elezioni delle principali magistrature. Nessun magistrato, infatti, risulta eletto negli anni fra il 375 a.C. e il 371 a.C., fino a quando i problemi interni ed esterni dell'Urbe ne permisero l'elezione alle condizioni volute e quindi i due tribuni consolari riuscirono a preparare il percorso politico che, alla fine, nel 367 a.C. portò all'approvazione delle leggi Licinie Sextie.

### Fonti primarie
- Tito Livio, Ab Urbe condita libri, Libri VI, VII.